# Función de Mertens
En teoría de números, la función de Mertens se define como:

{\displaystyle M(n)=\sum _{1\leq k\leq n}\mu (k)}

donde μ(k) es la función de Möbius.
Dado que la función de Möbius contempla solo las imágenes {-1,0,1} resulta obvio que la función de Mertens apenas varía en su recorrido y que no existe ningún valor de x para el cual |M(x)|>x. La conjetura de Mertens va más lejos afirmando que no hay valor para x donde el valor absoluto de la función de Mertens exceda el valor de la raíz cuadrada de x, sin embargo, se ha demostrado que esta conjetura es falsa (sí hay valores de x tales que el valor absoluto de la función de Mertens es mayor que la raíz cuadrada de x).
Algunos valores de la función de Mertens son 1, 0, -1, -1, -2, -1, -2, -2,... (sucesión A002321 en OEIS).